# داميان ليموس
داميان ليموس (بالإسبانية: Damián Lemos) هو لاعب كرة قدم أرجنتيني في مركز الوسط، ولد في 31 يناير 1989 في La Matanza Partido ‏ في الأرجنتين. لعب مع أتلتيكو باتروناتو.

## وصلات خارجية
- داميان ليموس على موقع قاعدة بيانات كرة القدم.إي يو (الإنجليزية)
- داميان ليموس على موقع Soccerway.com (الإنجليزية)